# 라트비아의 정당
라트비아의 정당 목록이다. 현재 라트비아의 경우 다당제로 운영하고 있으며, 2010년에 설립된 사회민주당 "조화"와 2011년에 설립된 단결이 있다.

## 주요 정당
- 사회민주당 "조화" - 사회민주주의, 러시아계 소수 정치
- 단결 - 자유주의, 보수주의, 사회자유주의
- 녹색농민연합 - 자유주의, 보수주의, 녹색보수주의, 농본주의
  - 라트비아 농민연합 - 농본주의, 중도주의
  - 라트비아 녹색당 - 녹색 정치, 녹색보수주의
  - 라트비아와 벤츠필스를 위하여 - 지역주의, 유럽회의주의
  - 리예파야당 - 지역주의, 유럽회의주의
- 국민연합 - 경제자유주의, 국민보수주의
- 진심으로 라트비아를 위하여 - 대중주의
- 라트비아 지역 연합 - 지역주의, 중도주의
- 누가 국가를 소유하는가? - 대중주의, 보수주의
- 라트비아 러시아계 연합 - 사회민주주의, 러시아계 소수 정치

## 비주류 정당
- 기독교민주연합 - 기독교민주주의
- 라트비아 우선당/라트비아의 길 - 기독교민주주의, 사회보수주의, 자유보수주의
- 개혁당
- 라트비아의 성장 - 자유주의
- 라트비아 사회당 - 공산주의, 마르크스-레닌주의
- 라트비아 사회민주노동당 - 사회민주주의